# Cephaloleia tucumana
Cephaloleia tucumana es un coleóptero de la familia Chrysomelidae.
Fue descrita científicamente en 1904 por Weise.